# Cyrtophora diazoma
Cyrtophora diazoma là một loài nhện trong họ Araneidae.
Loài này thuộc chi Cyrtophora. Cyrtophora diazoma được Tord Tamerlan Teodor Thorell miêu tả năm 1890.